# Сток (Пулавський повіт)
Сток (пол. Stok) — село в Польщі, у гміні Конськоволя Пулавського повіту Люблінського воєводства.
Населення — 438 осіб (2011).

## Демографія
Демографічна структура станом на 31 березня 2011 року:
|          | Загалом | Допрацездатний вік | Працездатний вік | Постпрацездатний вік |
| -------- | ------- | ------------------ | ---------------- | -------------------- |
| Чоловіки | 207     | 44                 | 137              | 26                   |
| Жінки    | 231     | 47                 | 119              | 65                   |
| Разом    | 438     | 91                 | 256              | 91                   |